# Rho Aquilae
Rho Delphini (Tso Ke, 67 Delphini) é uma estrela na direção da constelação de Delphinus. Possui uma ascensão reta de 20h 14m 16.59s e uma declinação de +15° 11′ 50.9″. Sua magnitude aparente é igual a 4.94. Considerando sua distância de 153 anos-luz em relação à Terra, sua magnitude absoluta é igual a 1.58. Pertence à classe espectral A2V. Devido a sua própria movimentação, pertence agora à constelação de Delphinus.